# Star Wars: The Force Unleashed
Star Wars: The Force Unleashed – gra komputerowa stworzona przez LucasArts przy współpracy z innymi producentami, w zależności od platformy na którą została wydana. Z tego względu fabuła nieznacznie różni się pomiędzy poszczególnymi wersjami.
W grze, której akcja toczy się między trzecią a czwartą częścią Gwiezdnych wojen (najazd Vadera na Kashyyyk miał miejsce w 18 BBY, zaś akcja gry z perspektywy Starkillera zaczyna się ok. 2 BBY) wcielamy się w rolę sekretnego ucznia Dartha Vadera i poznajemy tajniki ciemnej strony mocy.
Fabuła gry rozpoczyna się w momencie gdy szpiedzy Vadera donoszą mu o lokalizacji jednego z nielicznych Jedi, którzy ocaleli z pogromu - generała Rahma Koty. Z czasem bohater zostaje wysyłany do zabicia coraz to potężniejszych byłych Jedi, by w końcu móc stanąć przed swoim ostatecznym zadaniem.

## Bohaterowie
Głównym bohaterem jest tajny uczeń Vadera znany jako Starkiller, choć z czasem dowiadujemy się, że jego prawdziwe imię brzmi Galen Marek. Obdarzony jest on rzadką formą mocy znana jako pierwotna lub surowa moc (wedle opisu Dartha Bane'a). Pozwala to głównemu bohaterowi na używaniu mocy w niszczycielskiej skali, jednak z drugiej strony pozbawiony jest on jakichkolwiek innych zdolności powiązanych z mocą (m.in. moce związane z umysłem, medytacje etc.).